# República Socialista Soviètica de Lituània
La República Socialista Soviètica de Lituània (RSS de Lituània) és el nom que va rebre Lituània quan va formar part de la Unió Soviètica entre els anys 1940-1941 i 1944-1990 (1991). Durant l'ocupació alemanya de 1941 a 1944, els líders de l'RSS de Lituània residiren a Rússia. L'RSS de Lituània deixà d'existir després que Lituània declarés la seva independència. Malgrat això, per als líders soviètics, no ho fou fins a la dissolució de la Unió el 1991.